# كارمين سيرفيرا
كارمين سيرفيرا (بالإسبانية: Carmen Cervera)‏ هي تاجرة أعمال فنية وعارضة وممثلة إسبانية، ولدت في 23 أبريل 1943 في سيدجيس في إسبانيا. من الجوائز التي نالتها وسام إيزابيلا الكاثوليكية سنة 1998.

## جوائز
- وسام إيزابيلا الكاثوليكية
- ميدالية الاستحقاق الذهبية في الفنون الجميلة (إسبانيا) (1998)

## وصلات خارجية
- كارمين سيرفيرا على موقع IMDb (الإنجليزية)
- كارمين سيرفيرا على موقع قاعدة بيانات الفيلم (الإنجليزية)